# Cuerpo de Alguacilazgo

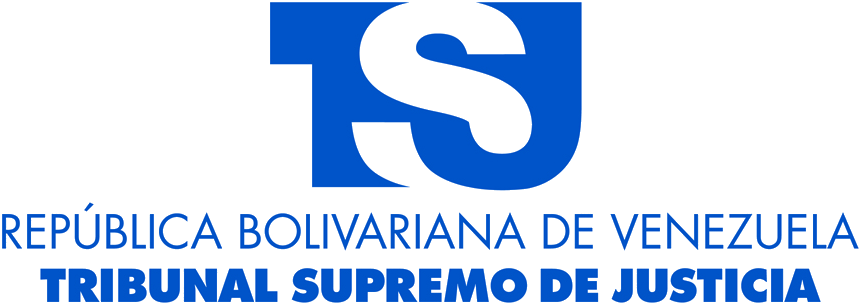
Logo del TSJ

La palabra española alguacil, al igual que visir, deriva del árabe hispánico alwazír y del árabe clásico وزير o wazīr: ministro.

## Cuerpo de Alguacilazgo
El servicio de alguacilazgo, que es una figura innovadora, que introduce el Código Orgánico Penal en su Artículo 511, que tiene como atribuciones la recepción de la correspondencia, el transporte y distribución interna y externa de los documentos, la custodia de privados de libertad dentro de la sede, el mantenimiento del orden de las salas de audiencia y de las edificaciones, la práctica de las citaciones y notificaciones, y la ejecución de las órdenes del tribunal y las demás normas o lineamientos que se establezcan el Código Orgánico Procesal Penal, las leyes y el Reglamento Interno de los Circuitos Judiciales Penales.
El "Alguacil", conjuntamente con el Juez y el Secretario, constituye válidamente el tribunal. Por eso que es obligatoria la presencia de un alguacil en todas las audiencias orales que se celebren durante el proceso, ya que carecería de nulidad la misma en caso contrario . 
Los Alguaciles y demás funcionarios judiciales en Materia penal son postulados/propuestos a los cargos por el Juez Presidente de Cada circunscripción Judicial tal como lo establece el art 508 , Códígo Órganico Procesal Penal. 
Los alguaciles tendrán el carácter de autoridades de policía dentro de la sede de los tribunales, sin menoscabo de sus atribuciones y estarán adscritos al servicio de Alguacilazgo. Art. 15 Ley Orgánica del Tribunal Supremo de Justicia.

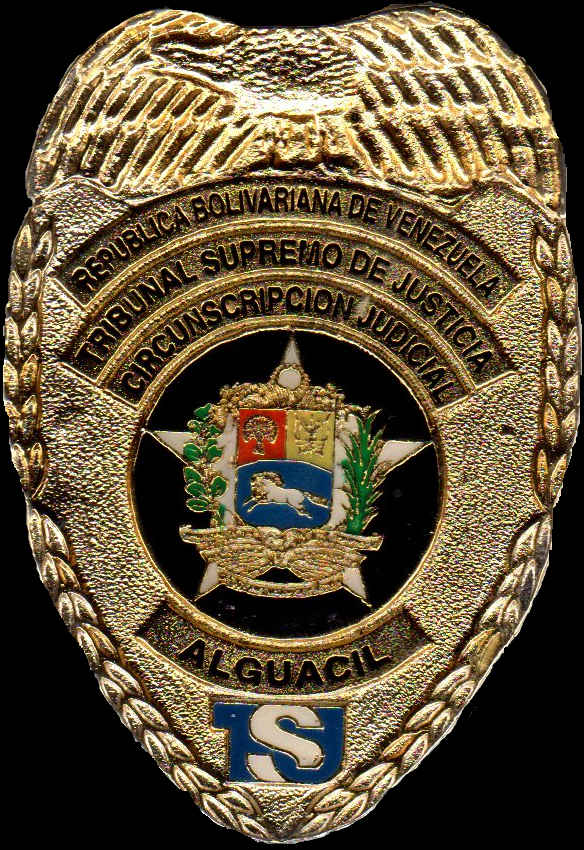
Logo de Su Credencial